# Harry Novillo
Harry Novillo (Lione, 11 febbraio 1992) è un calciatore francese, attaccante del Coffrane II.

## Carriera

### Club
Nella stagione 2010-2011 ha giocato una partita in campionato con il Lione, ottenendo un'altra presenza nella stagione successiva.
Ceduto in prestito al Le Havre in seconda serie, nel 2012 torna al Lione e, dopo 2 presenze in Europa League, passa in prestito fino a fine stagione all'Ajaccio.
Viene acquistato dal Montréal Impact a fine 2018. In totale colleziona 11 presenze ed una rete con i canadesi prima di rescindere il contratto con il club il 22 luglio 2019.

## Statistiche

### Presenze e reti nei club
Statistiche aggiornate al 17 gennaio 2017.
| Stagione              | Squadra               | Campionato            | Campionato | Campionato | Coppe nazionali | Coppe nazionali | Coppe nazionali | Coppe continentali | Coppe continentali | Coppe continentali | Altre coppe | Altre coppe | Altre coppe | Totale | Totale |
| Stagione              | Squadra               | Comp                  | Pres       | Reti       | Comp            | Pres            | Reti            | Comp               | Pres               | Reti               | Comp        | Pres        | Reti        | Pres   | Reti   |
| --------------------- | --------------------- | --------------------- | ---------- | ---------- | --------------- | --------------- | --------------- | ------------------ | ------------------ | ------------------ | ----------- | ----------- | ----------- | ------ | ------ |
| 2010-2011             | O. Lione              | L1                    | 1          | 0          | CF+CdL          | 0               | 0               | UCL                | 0                  | 0                  | -           | -           | -           | 1      | 0      |
| ago. 2011             | O. Lione              | L1                    | 1          | 0          | -               | -               | -               | UCL                | 0                  | 0                  | -           | -           | -           | 1      | 0      |
| 2011-2012             | Le Havre              | L2                    | 16         | 1          | CF+CdL          | 3+0             | 0               | -                  | -                  | -                  | -           | -           | -           | 19     | 1      |
| 2012-gen. 2013        | O. Lione              | L1                    | 0          | 0          | CF+CdL          | 0               | 0               | UEL                | 2                  | 0                  | SF          | 0           | 0           | 2      | 0      |
| Totale O. Lione       | Totale O. Lione       | Totale O. Lione       | 2          | 0          |                 | -               | -               |                    | 2                  | 0                  |             | -           | -           | 4      | 0      |
| gen.-giu. 2013        | GFC Ajaccio           | L2                    | 7          | 2          | -               | -               | -               | -                  | -                  | -                  | -           | -           | -           | 7      | 2      |
| 2013-2014             | Mons                  | D1                    | 2          | 0          | CB              | 0               | 0               | -                  | -                  | -                  | -           | -           | -           | 2      | 0      |
| 2014-gen. 2015        | Clermont              | L2                    | 12         | 2          | CF+CdL          | 0+3             | 0+2             | -                  | -                  | -                  | -           | -           | -           | 15     | 4      |
| mar.-mag. 2015        | Melbourne City        | A-L                   | 8+2        | 2+0        | -               | -               | -               | -                  | -                  | -                  | -           | -           | -           | 8      | 2      |
| 2015-2016             | Melbourne City        | A-L                   | 21         | 9          | -               | 2               | 1               | -                  | -                  | -                  | -           | -           | -           | 23     | 10     |
| Totale Melbourne City | Totale Melbourne City | Totale Melbourne City | 29+2       | 11         |                 | 2               | 1               |                    | -                  | -                  |             | -           | -           | 33     | 12     |
| 2016-2017             | Manisaspor            | 1L                    | 6          | 0          | -               | -               | -               | -                  | -                  | -                  | -           | -           | -           | 6      | 0      |
| gen. 2017-            | Baniyas               | AGL                   | 12         | 10         | -               | -               | -               | -                  | -                  | -                  | -           | -           | -           | 12     | 10     |
| Totale carriera       | Totale carriera       | Totale carriera       | 83         | 21         |                 | 8               | 3               |                    | 2                  | 0                  |             | 0           | 0           | 93     | 24     |

### Cronologia presenze e reti in Nazionale
| Cronologia completa delle presenze e delle reti in nazionale ― Martinica | Cronologia completa delle presenze e delle reti in nazionale ― Martinica | Cronologia completa delle presenze e delle reti in nazionale ― Martinica | Cronologia completa delle presenze e delle reti in nazionale ― Martinica | Cronologia completa delle presenze e delle reti in nazionale ― Martinica | Cronologia completa delle presenze e delle reti in nazionale ― Martinica | Cronologia completa delle presenze e delle reti in nazionale ― Martinica | Cronologia completa delle presenze e delle reti in nazionale ― Martinica |
| Data                                                                     | Città                                                                    | In casa                                                                  | Risultato                                                                | Ospiti                                                                   | Competizione                                                             | Reti                                                                     | Note                                                                     |
| ------------------------------------------------------------------------ | ------------------------------------------------------------------------ | ------------------------------------------------------------------------ | ------------------------------------------------------------------------ | ------------------------------------------------------------------------ | ------------------------------------------------------------------------ | ------------------------------------------------------------------------ | ------------------------------------------------------------------------ |
| 13-11-2014                                                               | Montego Bay                                                              | Giamaica                                                                 | 1 – 1                                                                    | Martinica                                                                | Coppa dei Caraibi 2014 - Fase a gironi                                   | -                                                                        | 66’                                                                      |
| 14-11-2014                                                               | Montego Bay                                                              | Martinica                                                                | 0 – 3                                                                    | Haiti                                                                    | Coppa dei Caraibi 2014 - Fase a gironi                                   | -                                                                        | 62’                                                                      |
| Totale                                                                   |                                                                          | Presenze                                                                 | 2                                                                        |                                                                          | Reti                                                                     | 0                                                                        |                                                                          |